# كونان إدوغاوا
كونان إيدوجاوا (باليابانية: 江戸川 コナン، بالروماجي: Edogawa Konan) (تُلفظ كونان إدوگاوا) تغيّر اسم كونان إيدوغاوا في الدبلجة العربية إلى كونان إيدوجاوا. هو شخصية خيالية والبطل الرئيسي في سلسلة الأنمي والمانغا اليابانية المحقق كونان. في الأصل، هو سينشي كودو، طالب في المرحلة الثانوية ومحقق شاب، تقلص جسده بعد تناوله عقارًا سامًا يعرف بإسم أبوتوكسين 4869.

## نبذة عن الشخصية
بعد أن تقلص جسده نتيجة للعقار، اتخذ اسم كونان إيدوجاوا لإخفاء هويته الحقيقية عن المنظمة السوداء، وهي المنظمة التي تقف وراء إعطائه العقار. انتقل للعيش مع صديقة طفولته ران موري ووالدها كوغورو موري في وكالة التحريات الخاصة بهم. يواصل كونان حل القضايا المختلفة مستخدمًا مهاراته التحقيقية العالية، وغالبًا ما يستخدم صوت كوغورو النائم ليقدم تحليلاته دون الكشف عن هويته.
عندما سألته ران عن اسمه، اختار الاسم "كونان" من اسم الكاتب آرثر كونان دويل واسم العائلة "إيدوغاوا" من الكاتب الياباني إيدوغوا رانبو.

سينشي كودو بعدما تقلص جسده بواسطة العقار السام APTX-4869 ليصبح كونان إيدوجاوا.

### الحياة المدرسية
التحق كونان بمدرسة تيتان الابتدائية، حيث كون فريقًا من الأصدقاء يعرفون بـ فريق المتحرين الصغار، وهم: أيومي، ميتسوهيكو، وغينتا. على الرغم من مظهره كطفل، لا يزال يحتفظ بذكائه وقدراته التحقيقية.

## الأجهزة المساعدة
قام الدكتور هيروشي أغاسا بإختراع عدد من الأجهزة لمساعدة كونان في التغلب على ضعفه الجسدي ومواصلة عمله كمحقق، ومن أبرز هذه الاختراعات:
- ساعة التخدير: تحتوي على إبرة تخدير تطلق عن بعد، بالإضافة إلى كشاف ضوء. تستخدم غالبًا لتنويم كوغورو موري حتى يتمكن كونان من استخدام صوته لحل القضايا.[4]
- ربطة العنق المغيرة للصوت: تسمح لكونان بتغيير صوته إلى أصوات متعددة بإستخدام قرص لاختيار تردد الصوت.[5]
- الحذاء ذو الضربة الخارقة: يستخدم لتقوية ركلاته عبر تنشيط عضلات القدم.[6]
- نظارات التتبع: تحتوي على خريطة لتحديد المواقع ولاقط صوت، مع إمكانية التقريب.[6]
- شارات التحري: شارات لاسلكية للتواصل بين أعضاء فريق المتحرين الصغار، تتوافق مع نظارات التتبع.[7][8]
- لوح التزلج: يعمل بالطاقة الشمسية، وطور لاحقًا للعمل في الليل.[7]
- الحزام النافخ للكرات: يطلق كرة قدم قابلة للنفخ تُستخدم للإيقاع بالمجرمين.[9]
- الحمالات: تستخدم لسحب الأجسام الثقيلة ويمكن تمديدها لمسافات طويلة.[10]
- قناع مغير الأصوات: كمامة مزودة بجهاز لتغيير الصوت.
- كتاب الحساب والجبر: يحتوي على خريطة إلكترونية لتحديد المواقع.
- فاكس علبة الطعام: جهاز فاكس وهاتف مدمج داخل صندوق طعام.

اختراعات الدكتور أغاسا لكونان

## شهرة الشخصية
حصلت شخصية كونان على شهرة واسعة داخل اليابان وخارجها، وظهرت في العديد من استطلاعات الرأي:
- المركز الثالث كأكثر شخصية يرغب الناس في صداقتها (موقع rankingjapan.com).[11]
- المركز الرابع في استطلاع مجلة Newtype لعام 2001 عن "أشهر 10 شخصيات أنمي".[12]
- المركز التاسع في نفس الاستطلاع عام 2010.[13]
- المركز الثاني لشخصية سينشي كودو والمركز الثالث لكونان في استطلاع eBookJapan لعام 2011.[14]
- المركز 18 ضمن "أكثر 25 شخصية أنمي أناقة" حسب مجلة Complex.[15]